# Alfred Eriksen
Alfred Eriksen, född 30 augusti 1864, död 4 maj 1934, var en norsk präst och politiker.
Eriksen blev teologie kandidat 1888, filosofie doktor 1896, var sognepräst i Tromsø stift 1891-1910 och därefter i Oslo. Han var starkt politiskt intresserad och tillhörde det socialdemokratiska partiet, och var en följd av år partiets ledare i Nordnorge. 1903-12 var han medlem av Stortinget och ledare för den socialdemokratiska gruppen men råkade i konflikt med denna och uteslöts 1912.